# Bagnot
Bagnot är en kommun i departementet Côte-d'Or i regionen Bourgogne-Franche-Comté i östra Frankrike. Kommunen ligger i kantonen Seurre som tillhör arrondissementet Beaune. År 2022 hade Bagnot 156 invånare.

## Befolkningsutveckling
Antalet invånare i kommunen Bagnot
Referens:INSEE